# Bulbul canyella
El bulbul canyella (Iole charlottae) és una espècie d'ocell de la família dels picnonòtids (Pycnonotidae). Es troba a Brunei, Indonèsia i Malàisia, Myanmar, Singapur i Tailàndia. Els seus hàbitats principals són els boscos tropicals i subtropicals de frondoses humits de les terres baixes i els de l'estatge montà, els boscos de pantans, les plantacions i les àrees forestals fortament degradades. El seu estat de conservació es considera gairebé amenaçat.

## Taxonomia
Segons el Handook of the Birds of the World i la quarta versió de la BirdLife International Checklist of the birds of the world (Desembre 2019), el bulbul canyella presenta dues subespècies: (I.c. charlottae i crypta). Tanmateix, en la llista mundial d'ocells del Congrés Ornitològic Internacional (versió 13.2, juliol 2023) la subespècie cryptaes considera una espècie separada: Iole crypta.